# Bhorer Kagoj
Le Bhorer Kagoj (bengali : দৈনিক ভোরের কাগজ Bhorer Kagoj "Dawn's Paper") est un grand quotidien en bengali, publié à Dacca, au Bangladesh. Le journal est publié en version imprimée et en ligne.

## History
Le Bhorer Kagoj a été fondée en 1992.

## Editors
Naimul Islam Khan était le fondateur et le rédacteur en chef du journal. Puis Matiur Rahman a pris la direction du journal, suivi de Benazir Ahmed, Abed Khan et de Shyamal Dutta.